# Марко Зеро
Марко Зе́ро (порт. Marco Zero) — пам'ятник, розташований у місті Макапа, столиці штату Амапа в Бразилії.
Збудовано біля стадіону Зера і показує точне проходження екватора в Макапі. Марко Зеро став однією з важливих пам'яток міста.
Висота пам'ятника 30 метрам. У верхній його частині розташований круглий отвір, через який двічі на рік - в осіннє і весняне рівнодення - стоячи на екваторі можна побачити сонце.